# デ・ガスパリス (クレーター)
デ・ガスパリス (de Gasparis) は、月の湿りの海の西端に位置するクレーターである。9個の小惑星を発見した19世紀のイタリアの天文学者アンニーバレ・デ・ガスパリスにちなんで名づけられた。デ・ガスパリスの北西にはキャヴェンディッシュ、デ・ガスパリスの北にはメルセニウスが位置している。
デ・ガスパリスの周壁は激しく風化しており、その底面は玄武岩質溶岩によって満たされている。残存している周壁の中で最も高い地点の高度は、約0.8キロメートルである。デ・ガスパリスの底面は滑らかである。デ・ガスパリスの周辺には南東-北西方向に横断するような溝と、南西-北東方向に横断するような溝が複数走っており、デ・ガスパリスの内部で交差している。これらの溝の集まりはデ・ガスパリス谷と呼ばれ、直径約130キロメートルの区域を占めている。

## 従属クレーター
デ・ガスパリスのごく近くにある小さな無名のクレーターについては、アルファベットを付加することによって識別される。
| 名称 | 月面緯度     | 月面経度     | 直径  |
| ---- | ------------ | ------------ | ----- |
| A    | 南緯 26.7 度 | 西経 51.3 度 | 37 km |
| B    | 南緯 27.0 度 | 西経 52.5 度 | 12 km |
| C    | 南緯 26.3 度 | 西経 51.7 度 | 6 km  |
| D    | 南緯 25.7 度 | 西経 50.1 度 | 4 km  |
| E    | 南緯 26.3 度 | 西経 49.4 度 | 7 km  |
| F    | 南緯 26.3 度 | 西経 49.3 度 | 8 km  |
| G    | 南緯 27.0 度 | 西経 49.3 度 | 6 km  |